# Пуговка, Леонид Константинович
Леонид Константинович Пуговка (1917—1990) — советский хозяйственный, государственный и политический деятель, Герой Социалистического Труда.

## Биография
Родился в 1917 году в фольварке Павло́во Залесской волости. Член ВКП(б) с  года.
С 1930 года — на хозяйственной, общественной и политической работе. В 1930—1949 гг. — батрак у местного помещика, в РККА, участник Великой Отечественной войны, заведующий избой-читальней в деревне Лучайка, председатель исполкома Лучайского, Узречского сельского Совета депутатов трудящихся Глубокского района Полоцкой/Молодечненской/Витебской области, председатель колхоза «Семнадцатое сентября» Глубокского района Витебской области Белорусской ССР.
Указом Президиума Верховного Совета СССР от 18 января 1958 года присвоено звание Героя Социалистического Труда с вручением ордена Ленина и золотой медали «Серп и Молот».
Избирался депутатом Верховного Совета СССР 5-го созыва.
Умер в 1990 году.